# Villalón de Campos

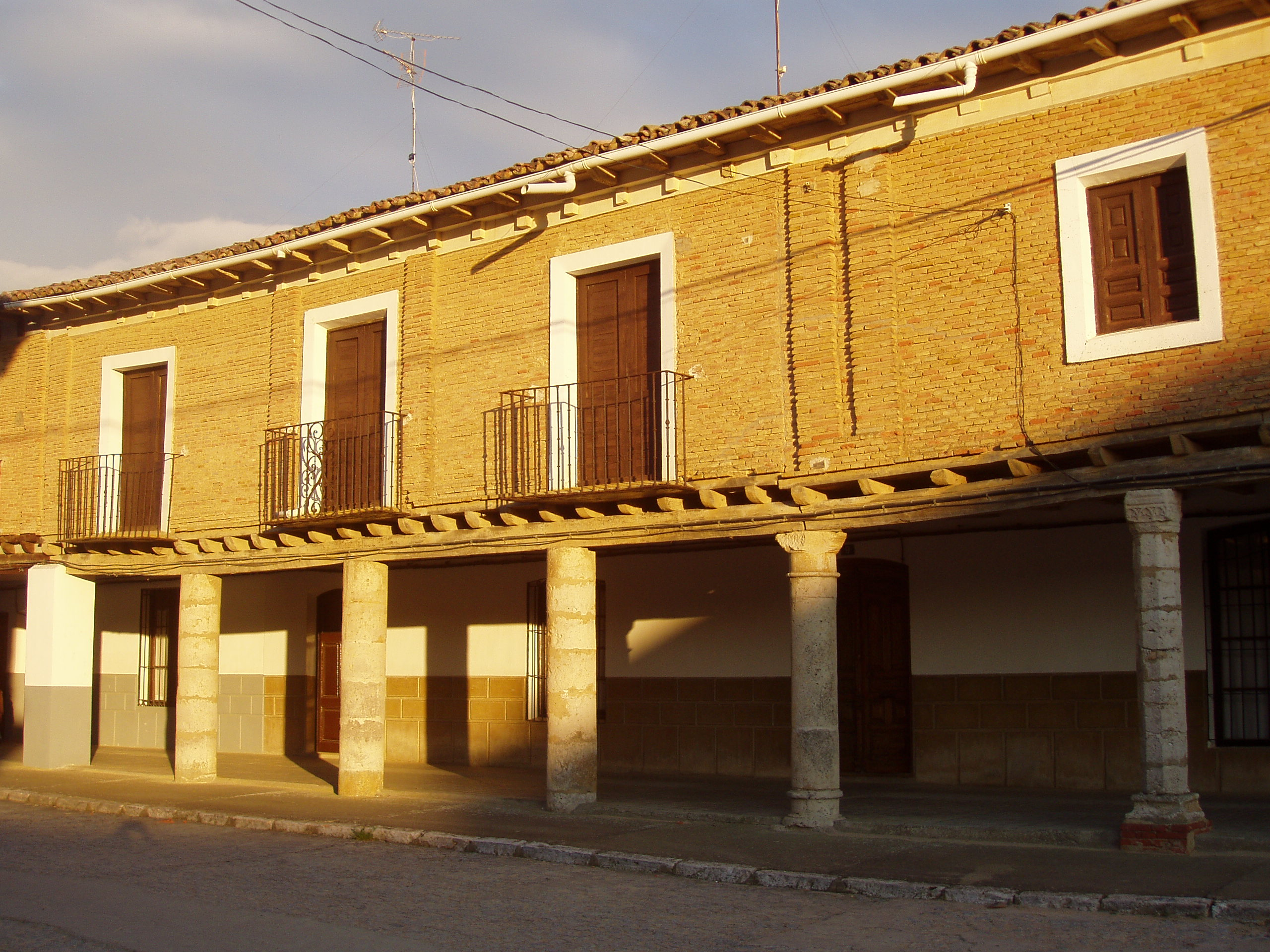
Casa con soportales

Villalón de Campos es un municipio y localidad española de la provincia de Valladolid, en la comunidad autónoma de Castilla y León. Se encuentra en la comarca de Tierra de Campos, limítrofe con la provincia de Palencia, y cuenta con una población de 1496 habitantes (INE 2024).
Villalón de Campos está situado en el Camino de Santiago de Madrid.

## Geografía
Parte del término municipal de Villalón de Campos está integrado dentro de la Zona de especial protección para las aves denominada La Nava - Campos Norte perteneciente a la Red Natura 2000.

## Historia

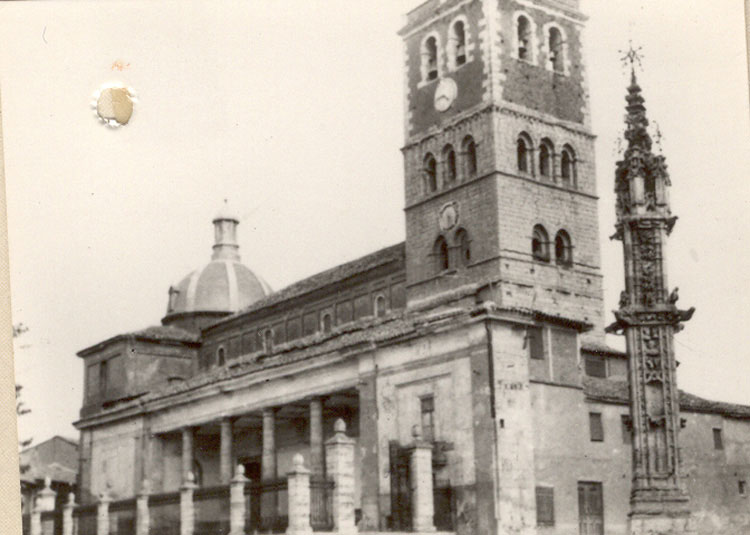
Imagen de la iglesia de San Miguel

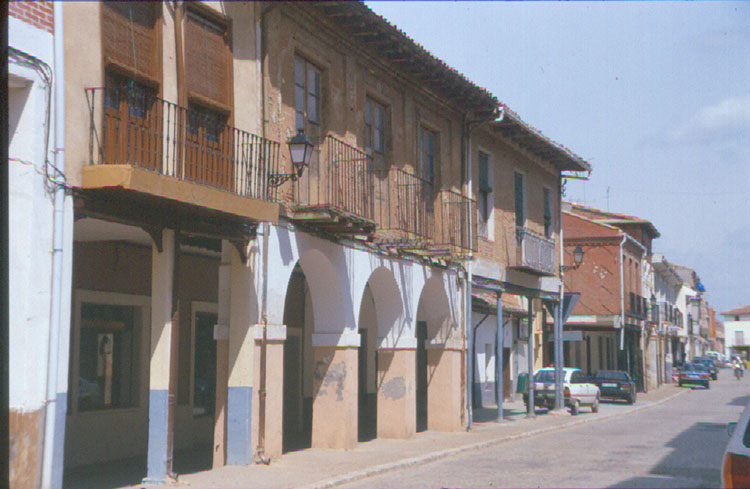
Calle de Villalón

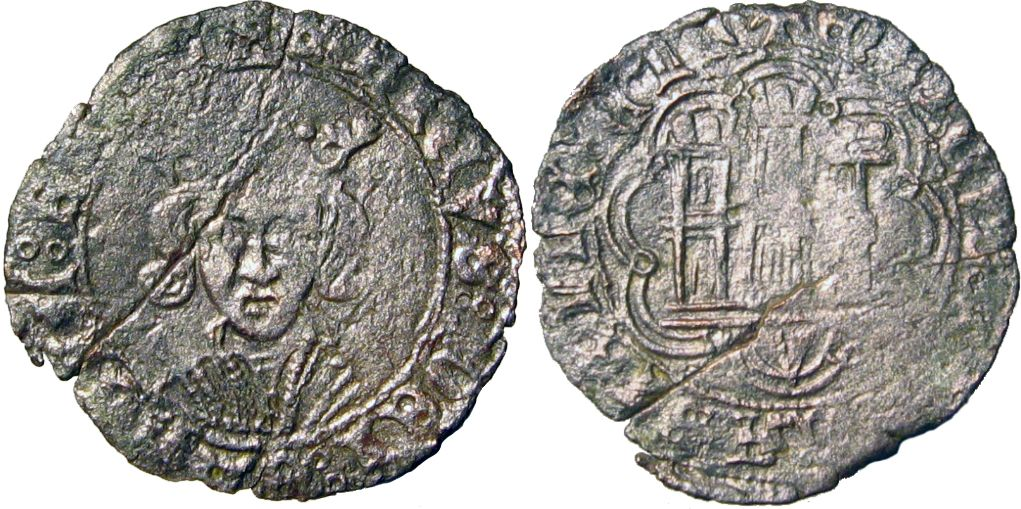
Cuartillo de Enrique IV, producido en la ceca de Villalón

En los siglos XV al XVII fue señorío jurisdiccional de la familia Pimentel conde-duques de Benavente, posteriormente condes de Villalón, título que se perdió ya que actualmente solo es un título nobiliario histórico.
Asimismo, durante los siglos XV y XVI fue sede de una importante feria de compra-venta de ganado, bajo el auspicio de la familia Pimentel, condes de Benavente, con notable influencia a nivel comarcal.
La crisis agraria de finales del siglo XIX y principios del siglo XX, ocasionada tanto por la escasez de producción, el aumento de la población junto con la plaga de la filoxera produjo una alta conflictividad social entre los propietarios y los obreros agrícolas —criados o jornaleros—. En 1904 se creó la Sociedad Obrera de Villalón que agrupaba a los obreros del campo y defendió sus intereses durante algunos años pero finalmente fue la emigración, de obreros agrícolas y pequeños propietarios, la que permitió recuperar la tranquilidad social en Villalón. A ello contribuyó también la creación de Sindicatos Agrícolas Católicos que defendieron con ahínco los intereses de los propietarios.
La crisis de precios del trigo después de la Primera Guerra Mundial fue dramática para los productores cerealistas de Tierra de Campos y específicamente de la comarca de Villalón. El 23 de abril de 1919 se constituyó la Federación de Sindicatos Agrícolas Católicos del Partido de Villalón que agrupaba a 22 de los Sindicatos Agrícolas Católicos existentes en la comarca y estuvo constituida fundamentalmente por los patronos de las propiedades agrícolas. Su objetivo era proteger, en la medida de los posible, los precios del trigo.

## Geografía humana

### Demografía
Cuenta con una población de 1496 habitantes (INE 2024).
| Gráfica de evolución demográfica de Villalón de Campos entre 1842 y 2021                                                                                               |
| |
| Población de derecho según los censos de población del INE Población de hecho según los censos de población del INEEn estos censos se denominaba Villalón: 1842 y 1857 |

La población en Villalón de Campos era de 4696 en 1830-35, alcanzó los 4805 habitantes en el período 1840-50 y bajó a los 4613 en 1851-60. A finales del siglo XIX la población bajó a 3683 habitantes por la emigración que además de suponer una pérdida de población influía en la disminución de nacimientos. La crisis agraria de los últimos años del siglo XIX y primeros del XX agudizaría este fenómeno. Las cifras indican que en el período de 1887 a 1930 se redujo un 30% la población activa. 
El fenómeno de la emigración volvió a repetirse durante la mitad del siglo XX -década de los 50 y 60 y primeros años de la década de los 70- por el proceso de mecanización de las tareas agrícolas y la implantación y generalización del uso de tractor.

## Administración y política
Actual distribución del Ayuntamiento
| Partido Popular (PP)                     | 8 |
| Partido Socialista Obrero Español (PSOE) | 1 |

## Cultura

### Patrimonio

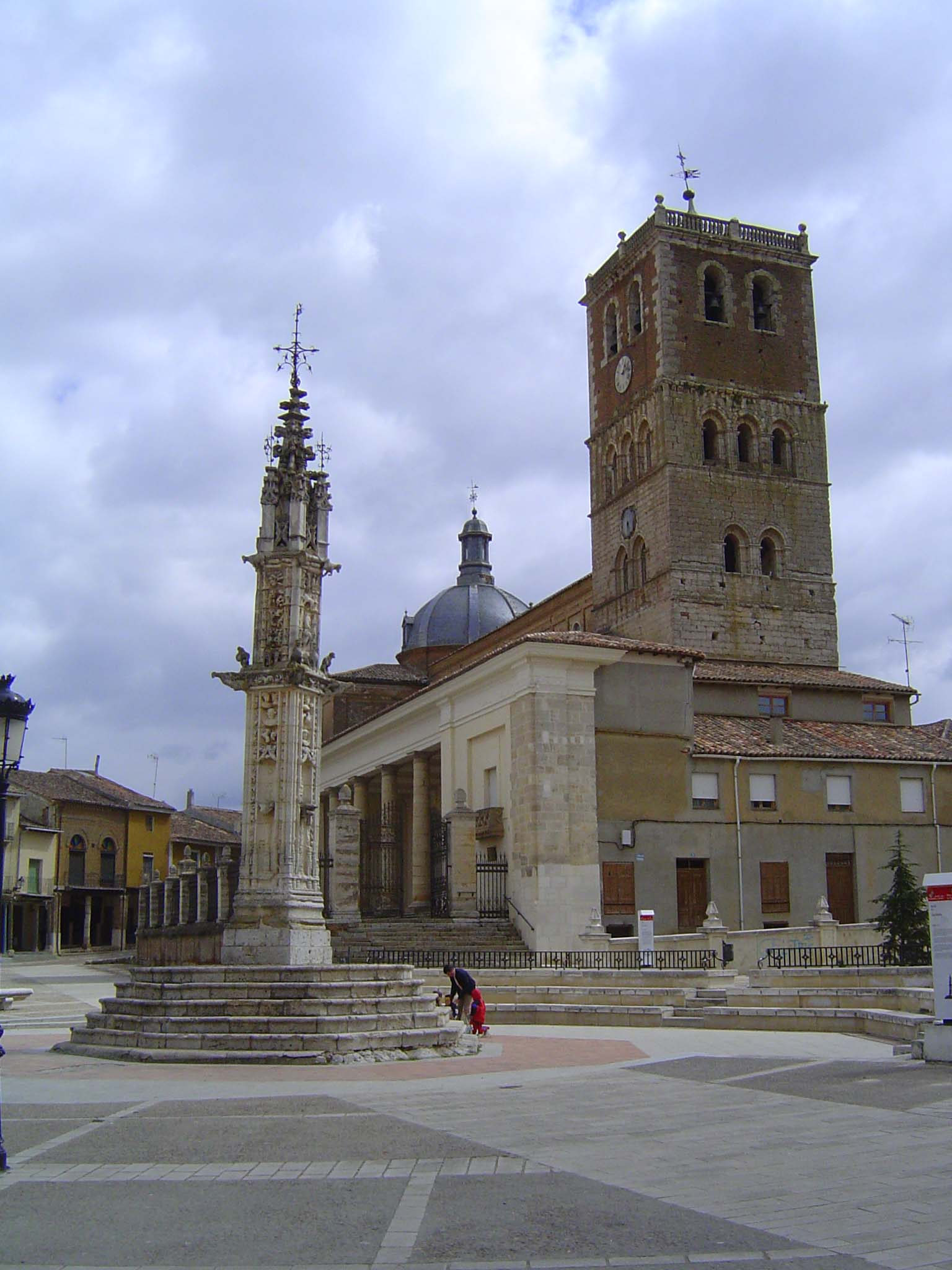
Rollo jurisdiccional e iglesia de San Miguel

El Rollo Jurisdiccional que se sitúa en esta localidad es considerado el más destacado de España. Este rollo, fue hecho en el siglo XVI, es de estilo gótico y ha sido declarado Monumento Nacional.
La iglesia de San Miguel es un templo de los más relevantes en el estilo del gótico mudéjar. En la primera capilla de su nave del Evangelio, se sitúa el sepulcro  del clérigo leonés don Diego González del Barco, de Juan de Juni. También en la nave de la Epístola se sitúa la Virgen con el Niño que es atribuida a Berruguete.
También en el pueblo están la iglesia de San Juan con un destacado retablo, la iglesia de San Pedro con una torre de cinco pisos y la ermita de Nuestra Señora de Fuentes situada a dos kilómetros de la localidad.

### Festividades
La fiesta principal de Villalón está dedicada a la Virgen de Fuentes (8 de septiembre), y se celebran también las ferias y fiestas en homenaje a San Juan y San Pedro (23 y 29 de junio). 

### Gastronomía
Queso de Villalón
La historia del queso de Villalón se remonta a la Edad Media, pues era la base del mercado de Villalón. En homenaje a la mujer que tradicionalmente elaboraba el queso en Villalón se ha colocado en la plaza mayor del pueblo, junto al rollo, una escultura que mide 1,85 metros realizada en bronce por el escultor vallisoletano Jesús Trapote. La escultura representa una figura femenina de mediana edad, con una cesta en el brazo en la que transporta los quesos y la anjilla, un útil para hacer queso. En la base lleva un texto alegórico. Se inauguró el 9 de mayo de 1998. 
También podemos visitar en esta localidad el Museo del Queso, donde se puede contemplar como tradicionalmente se elaboraba el queso en las casas de los ganaderos, los útiles que se empleaban y su venta en el famoso mercado que se celebraba los sábados y al acudía gente de toda la comarca.
En memoria del mercado y como homenaje al famoso queso, en la villa se celebra una vez al año el "Mercado del Queso", generalmente el tercer fin de semana de septiembre, donde queseros llegados de todo el país patrocinan y ponen a la venta sus productos y quesos.